# Andrew Lees
Andrew Lees (ur. 10 czerwca 1985 w Melbourne) – australijski aktor. W 2007 ukończył National Institute of Dramatic Art.

## Filmografia
- 2008: Zatoka serc jako Nathan Cunningham
- 2009–2011: Ekipa ratunkowa jako Chase Gallagher
- 2010: H2O – wystarczy kropla jako Leny oraz Ryan
- 2010: Pacyfik jako Robert
- 2015–2016: The Originals jako Lucien Castle
- 2018: Zabójcze maszyny jako Herbert Melliphant